# Santa-Maria-di-Lota
Santa-Maria-di-Lota (kors. Santa Maria di Lota) – miejscowość i gmina we Francji, w regionie Korsyka, w departamencie Górna Korsyka.
Według danych na rok 1990 gminę zamieszkiwało 1826 osób, a gęstość zaludnienia wynosiła 138 osób/km².